# Кліводинська сільська рада
Клі́водинська сільська́ ра́да — адміністративно-територіальна одиниця та орган місцевого самоврядування в Кіцманському районі Чернівецької області. Адміністративний центр — село Кліводин.

## Загальні відомості
- Населення ради: 1 704 особи (станом на 2001 рік)

## Населені пункти
Сільській раді були підпорядковані населені пункти:
- с. Кліводин

## Склад ради
Рада складалася з 16 депутатів та голови.
- Голова ради: Ножихін Іван Миколайович
- Секретар ради: Незвиська Ліля Василівна

### Керівний склад попередніх скликань
| Прізвище, ім'я, по батькові | Основні відомості                                                               | Дата обрання | Дата звільнення |
| --------------------------- | ------------------------------------------------------------------------------- | ------------ | --------------- |
| Дячук Василь Євгенович      | Сільський голова, 1961 року народження, безпартійний                            | 26.03.2006   | 31.10.2010      |
| Ножихін Іван Миколайович    | Сільський голова, 1954 року народження, освіта середня спеціальна, безпартійний | 31.10.2010   |                 |

Примітка: таблиця складена за даними сайту Верховної Ради України

### Депутати
За результатами місцевих виборів 2010 року депутатами ради стали:

#### За суб'єктами висування
| Суб'єкт висування      | Кількість обраних депутатів | %    |
| ---------------------- | --------------------------- | ---- |
| Самовисування          | 14                          | 87,5 |
| Партія «Відродження»   | 1                           | 6,3  |
| Партія Зелених України | 1                           | 6,3  |

#### За округами
| № округу               | Прізвище, ім'я, по батькові   | Дата визнання обраним | Освіта             | Партійна приналежність      | Відомості про обраного депутата                                   |
| ---------------------- | ----------------------------- | --------------------- | ------------------ | --------------------------- | ----------------------------------------------------------------- |
| Партія «ВІДРОДЖЕННЯ»   |                               |                       |                    |                             |                                                                   |
| 10                     | Якубівський Іван Миколайович  | 01.11.2010            | середня спеціальна | член Партії «ВІДРОДЖЕННЯ»   | Коломийська дистанційна колія, майстер                            |
| Партія Зелених України |                               |                       |                    |                             |                                                                   |
| 14                     | Прунчак Михайло Васильович    | 01.11.2010            | середня спеціальна | член Партії Зелених України | Кліводинський сільський будинок культури                          |
| Самовисування          |                               |                       |                    |                             |                                                                   |
| 1                      | Запотічна Євгенія Василівна   | 01.11.2010            | вища               | позапартійна                | Кіцманська районна рада, начальник відділу бухгалтерського обліку |
| 2                      | Савчук Тетяна Корнилівна      | 01.11.2010            | середня спеціальна | позапартійна                | Кліводинська сільська рада, соціальний працівник                  |
| 3                      | Ножихін Руслан Іванович       | 01.11.2010            | вища               | позапартійний               | приватний підприємець                                             |
| 4                      | Теслицька Галина Дмитрівна    | 01.11.2010            | середня спеціальна | позапартійна                | Кліводинська сільська рада, інженер-землевпорядник                |
| 5                      | Поповецький Віктор Васильович | 01.11.2010            | вища               | позапартійний               | ОДГ ВАТЕК «Чернівціобленерго», диспетчер                          |
| 6                      | Заболоцький Василь Васильович | 01.11.2010            | середня            | позапартійний               | Кліводинський ДНЗ, завгосп                                        |
| 7                      | Тодорович Іван Петрович       | 01.11.2010            | середня спеціальна | позапартійний               | тимчасово не працює                                               |
| 8                      | Деркач Олександр Павлович     | 01.11.2010            | середня спеціальна | позапартійний               | тимчасово не працює                                               |
| 9                      | Баланецький Ілля Дмитрович    | 01.11.2010            | середня спеціальна | позапартійний               | АТП ВАТ −17739 м. Кіцмань, шофер                                  |
| 11                     | Незвиська Лілія Василівна     | 01.11.2010            | середня спеціальна | позапартійна                | Кліводинська сільська рада, секретар                              |
| 12                     | Гніда Орися Мафтеївна         | 01.11.2010            | середня спеціальна | позапартійна                | Кліводинський сільський будинок культури, директор                |
| 13                     | Косинський Микола Васильович  | 01.11.2010            | середня спеціальна | позапартійний               | тимчасово не працює                                               |
| 15                     | Скрипник Ольга Дмитрівна      | 01.11.2010            | вища               | позапартійна                | Кіцманський загальноосвітній навчальний заклад І-ІІІ ст., вчитель |
| 16                     | Петракович Мастей Юрович      | 01.11.2010            | середня спеціальна | позапартійний               | Кіцманський загальноосвітній навчальний заклад І-ІІІ ст., завгосп |